# عبدالحی حبیبی

عبدالحی حبیبی (۱۲۸۹–۱۳۶۳)؛ تاریخ‌نگار، نویسنده، شاعر و متخصص زبان و ادبیات فارسی اهل افغانستان بود. وی به دو زبان فارسی و پشتو مسلّط بود.

## زندگی‌نامه
عبدالحی حبیبی فرزند ملّا عبدالحق در ۱۲۸۹ خورشیدی (۱۹۱۰ میلادی) از مادری هزاره‌ای و پدری پشتون قندهاری به دنیا آمد. پدربزرگش، مولوی عبدالرحیم و جدش مولوی حبیب‌الله، محقق قندهاری است. به همین نسبت تخلص خود را حبیبی انتخاب کرده‌است. از لحاظ تبار قومی به قبیله کاکر پشتون پیوند دارد.
عبدالحی در ۱۲۹۹ در مکتب ابتدائیه شالیمار شروع به تحصیل کرد. پس از پایان دوره شش ساله‌ی مکتب، در ۱۳۰۴ خورشيدي، پای درس مولوی عبدالواسع و مولوی ابوالوفای قندهاری، اساتيد مدرسه نظامیه دکن، نشست. او تحصیلات دانشگاهی را ادامه نداد و با مطالعه نشریات افغان، ایرانی و هندی چون سراج الاخبار، حبل‌المتین، کاوه، ایرانشهر، ارمغان، الهلال، صور اسرافیل و دیوان اشعار کلاسیک‌ محشور شد و آشنایی با دیدگاه‌ها و نوشته‌های محمود طرزی افغان و سیدحسن تقی‌زاده، محمد قزوینی و جمال‌زاده ایرانی، جرجی زیدان مصری، شبلی نعمانی و سليمان ندوی هندی و دیگران به ارتقای شخصیت عِلمی خویش پرداخت.
همچنين يادگيری زبان‌های عربی، اردو و انگلیسی را آغاز کرد؛ و با زبان‌های اوستايی، سانسکریت و فارسی باستان آشنایی یافت.
حبیبی در ۱۵ سالگی آغاز به وظیفه رسمی کرد و در ۲۲ سالگی در سال ۱۳۱۱ شمسی با نوشتن تاریخچه سبک‌های شعر پشتو (به فارسی) به کتاب‌نویسی و تألیف پرداخت؛ هرچند قبل از آن در مجله هفتگی طلوع افغان مقالاتی می‌نوشت.

## آثار
- خلیلی نامه (مثنوی فارسی) ۱۳۳۴ چاپ پیشاور
- شاعر هیرمند هارون خان افغان (فارسی، کراچی) ۱۳۳۸
- کتاب‌های گم شده تاریخ غزنویان کراچی ۱۳۳۸
- روابط ادبی سند با افغانستان، کراچی ۱۳۳۷
- نوای هارک کراچی ۱۳۳۷
- تاریخچه بیداری سیاسی در افغانستان مسلسل در جریده آزاد افغانستان.
- دروه اساسی کارهای علمی حبیبی بعد از انتقال به کابل از قندهار در سال ۱۳۱۹ و به خصوص بعد از بازگشت از پاکستان آغاز می‌شود. دراین دوره به عنوان عالم و دانشمند متبحر عرض وجود می‌کند و در زمینه‌های مختلف علمی و ادبی و تاریخی آثار ارزشمندی را ایجاد می‌نماید.
- تاریخچه ادبیات پشتو (فارسی) ۱۳۱۹
- پشتانه شعرا (پشتو) ۱۳۲۰
- پشتو خیرنی ترجمه پشتو از دارمستتر فرانسوی، ۱۳۲۵
- تحقیقات راجع به پته خزانه (فارسی) ۱۳۲۴
- تحقیقات راجع به ترجمان البلاغه رادویانی (فارسی) ۱۳۳۰
- زبان دو هزار ساله افغانستان یا مادر زبان دری تحلیل کتیبه سرخ کوتل ۱۳۴۳
- نگاهی به سلامان و اسبال جامی ۱۳۴۳
- شاعرانه شه مولانا جلال الدین بلخی ۱۳۵۳
- پشتو دتاریخ او لغت په رناکی ۱۳۴۷
- دپشتو ژبی او ادب موقف مرکزی آسیا دخلکو په تمدنونوکی (پشتو، انگلیسی) ۱۳۵۶
- آسمانی نغمی او لاهوتی سرودونه (پشتو) ۱۳۶۱
- په شلمه پیری کی افغانستان هنر (پشتو) ۱۳۵۸
- نظری بر ادبیات پشتو (ترجمه از عربی) ۱۳۵۷
- پشتو نثرته کرکتنه ۱۳۶۰
- امیر کروره دودمان او ۱۳۶۱
- پیر روشان ۱۳۵۳
- انتخابی از حدیقه حکیم سنایی ۱۳۵۶
- متون دری ۱۳۵۷
- دالبیرونی کتابشود ۱۳۵۲
- دپشتو ادب په تاریخ کی قصیده ۱۳۵۷
- در زمینه تاریخ و جغرافیا:
- تاریخ ادبیات پشتو جلد اول
- دوره قبل از اسلام (پشتو) ۱۳۲۵
- تاریخ ادبیات شعر جلد دوم از ابتدای اسلام تا هزارم هجری (پشتو) ۱۳۴۲
- مجمع الغرایب و مزار علوی در بلخ (فارسی)
- تاریخ افغانستان در عصر تیموریان هند (فارسی) انجمن تاریخ ۱۳۴۲
- مورخان گمنام افغانستان (پشتو) ۱۳۵۹
- مشاهیر ابدالیان پیش از احمدشاه (پشتو) ۱۳۱۹
- زرنج و احوال تاریخی آن (فارسی) ۱۳۶۴
- ملتان کا لودی شاهی خاندان (اردو لاهور) ۱۳۴۹
- افغانستان بعد از اسلام جلد اول (فارسی) ۱۳۵۷
- پشتو و لویگان غزنه تحقیق در تاریخ غزنه و ادبیات پشتو (فارسی) ۱۳۴۲
- رهنمای تاریخ افغانستان در کتب فارسی، عربی و اردو (فارسی) ۱۳۴۸
- تاریخچه مختصر ادبیات پشتو به عربی (قاهره)۱۳۵۷
- تاریخ مختصر افغانستان ۲ جلد ۱۳۴۸
- تاریخ ادبیات پشتو صنف سوم فاکولته ۱۳۴۷
- تاریخ ادبیات پشتو صنف چهارم فاکولته ۱۳۴۷
- هفت کتیبه قدیم ۱۳۵۰
- تاریخچه خط در افغانستان ۱۳۵۰
- ظهیرالدین بابر (زندگی و شخصیت او) ۱۳۵۳
- پیش گپ (کرونولوجی افغانستان) (پشتو) ۱۵۳
- اصل خلجیان افغانی تهران ۱۳۴۹
- منابع ادبی تاریخ هنر کتاب سازی در عصر تیموریان (انگلیسی) ۱۹۷۹
- هنر عصر تیموریان (تهران) ۱۳۵۵
- دافغانستان لند تاریخ ۱۳۵۶
- تاریخ گویی به تعمیه در اشعار قدیم دری ۱۳۶۰
- تحقیق مرونات سنایی (تهران) ۱۳۵۶
- نام‌های برخی ایزدان عصر کوشانی و اثرهای باقی‌مانده آن در ادب وابسته افغانستان ۱۳۵۷
- ادیان عصر کوشانی (انگلیسی) ۱۳۵۹
- بابر در افغانستان (انگلیسی) ۱۹۸۰
- تاج کابلشاه در کعبه ۱۳۴۸
- مدرسه شاه شهید غرجستان و بنای مرقد سالار جلیل در کمیسان بلخ، تهران ۱۳۵۵

## تصحیح و تحشیه و تعلیق
- دیوان احمدشاه بابا (پشتو) ۱۳۲۰
- تذکره شعرای پشتو «پته خزانه» ۱۳۲۲، ۱۳۴۰ تهران، متن عکسی ۱۳۵۴
- طبقات ناصری ۲ جلد لاهور ۱۹۴۹، کابل ۱۳۴۳
- طبقات صوفیه «عبدالله هروی» ۱۳۴۹
- مرد میدان خواجه عبدالله انصاری ۱۳۴۲
- زین الاخبار گردیزی ۱۳۴۷
- فضایل بلخ تهران ۱۳۴۹
- سواد اعظم تهران ۱۳۴۸
- روضه الفریقین تألیف ابورجامومل ابن مسرور شاشی مروی متوفا ۵۱۷، تهران ۱۳۵۹
- فردوسی و شاهنامه ترجمه فارسی «فردوسی برچهار مقالی» از شیرانی ۱۹۴۲
- تاریخ تلفظ و صرف پشتو کابل ۱۳۵۶
- سوات‌نامه خوشحال خان ۱۳۵۸
- زندگینامه ابن سینا «ترجمه دری» ۱۳۵۹
- شناخت‌نامه میا فقیرالله جلال‌آبادی ۱۳۵۹
- ترجمه پشتو زندگینامه سینا ۱۳۵۹
- شرح بیتین مثنوی (از مهردل خان شرقی) ۱۳۵۲
- کتاب‌شناسی البیرونی تهران ۱۳۵۲

## کتابهای علمی و اجتماعی
- جوانمردان و عیاران فارسی ۱۳۲۱
- سررشته طریقت خواجگان از جامی ۱۳۲۳
- تصوف دری کابل ۱۳۴۶
- نسب و زادگاه سیدجمال الدین افغانی (فارسی)۱۳۵۵
- خودی و بیخودی در اندیشه اقبال ۱۳۵۶
- دامیر شیرعلی فکری او سیاسی شخصیت ۱۳۶۰
- پنجاه مقاله حبیبی ۱۳۶۲
- دشیخ الاسلام عبدالله انصاری سیرت او شخصیت ۱۳۴۱
- منازل السایرین ۱۳۵۵

## آثار چاپ ناشده
- ادبیات جهانی (فارسی)
- مدوجز افغانستان (مسدس فارسی) ۱۳۰۸
- درد دل (مثنوی فارسی) ۱۳۱۶
- پیام عصر (مثنوی فارسی) ۱۳۲۰
- لاله کهسار مجموعه آثار شعرای گمنام فارسی‌زبان افغانستان
- نوشته‌های من به زبان فارسی و پشتو مجموعه مقالات اجتماعی و یادداشت‌های تاریخی و آثار ادبی منثور و منظوم در سه جلد تاریخ سیاسی افغانستان ۲ جلد
- تصحیح و تحشیه و مقابله و تعلیق مذکر احباب نثاری بخاری (فارسی)
- افغان در تاریخ
- رساله قافیه جامی با مقدمه و تعلیق ۱۳۵۷
- موقف عرفانی جامی در پیوستگاه فلسفه و عرفان با ساینس
- پیام یعقوب لیث (به چهار زبان)
- تصحیح و مقابله و مقدمه اکبرنامه حمید کشمیری (فارسی) ۱۳۰۹